# Maree galactică

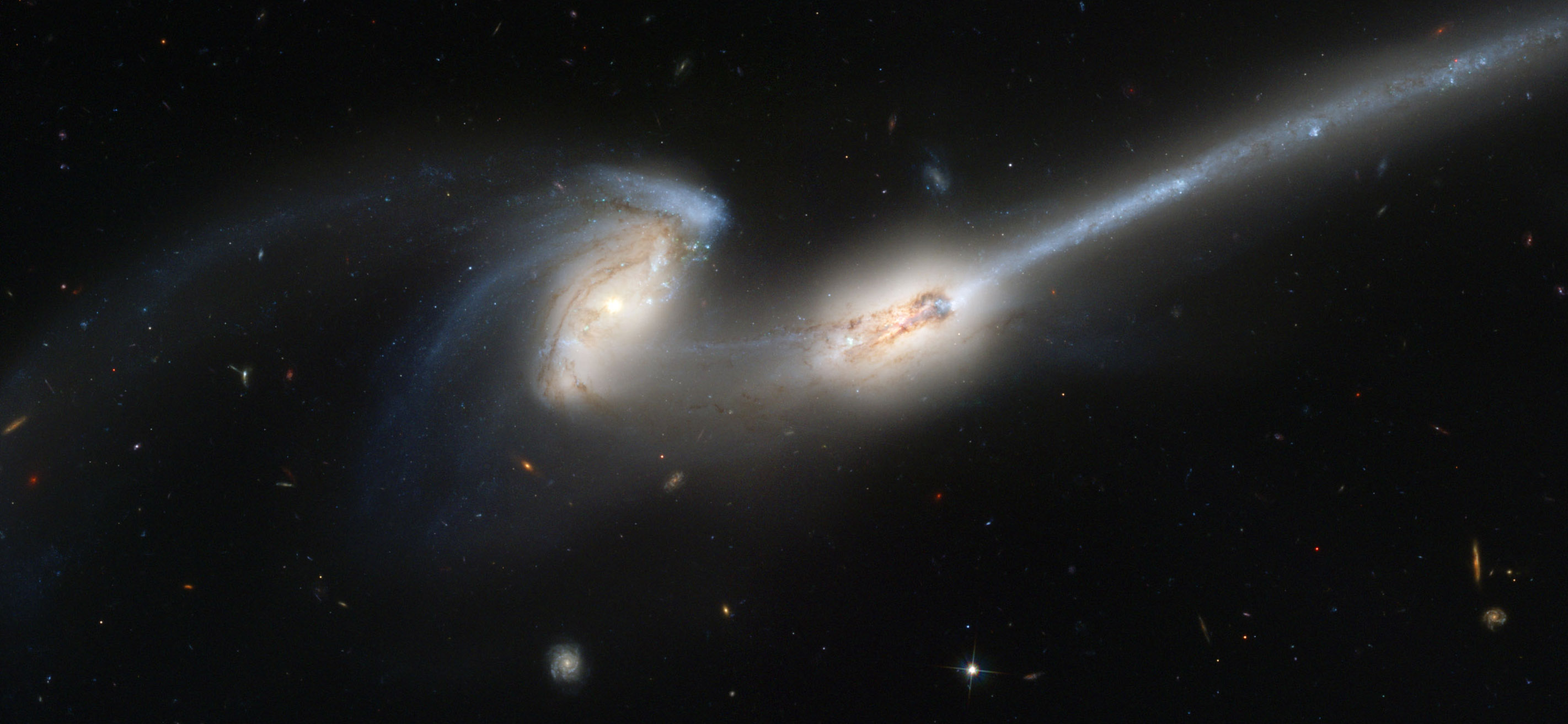
Galaxiile Şoareci, NGC 4676, în interacțiune.

Mareea galactică este efectul tensiunii gravitaționale suferite de obiectele expuse câmpului gravitațional al unei galaxii, cum este, de exemplu, Calea Lactee. Obiectele deosebit de afectate de aceste fenomene includ galaxiile în interacțiune, disocierea galaxiilor pitice sau satelit.
Efectul de maree care ar fi impus de Calea Lactee asupra ipoteticului Nor al lui Oort, în Sistemul Solar, constituie un alt exemplu de manifestare a mareii galactice.